# Lars Andreas Østvik
Lars Andreas Østvik (* 18. August 1977) ist ein ehemaliger norwegischer Nordischer Kombinierer.

## Werdegang
Lars Andreas Østvik bestritt seine ersten erfolgreicheren Rennen im B-Weltcup der Nordischen Kombination im Jahr 1997. Insgesamt konnte er in dieser Wettbewerbsserie vier Wettkämpfe sowie die Gesamtwertung der Saison 1997/98 gewinnen.
Sein Debüt im Weltcup der Nordischen Kombination gab Østvik am 21. März 1999 in einem Einzelwettkampf im polnischen Zakopane. Hier belegte er den fünften Platz. Seine beste Saison im Weltcup war der Winter 1999/2000, in dem er 18. des Gesamtweltcups wurde. In diesem Jahr erzielte er mit einem dritten Rang auch seine einzige Podiumsplatzierung im Weltcup.
Østvik nahm an einem Wettkampf der Nordischen Skiweltmeisterschaften 2001 im finnischen Lahti teil. Dort erreichte er im Gundersen-Wettkampf von der Normalschanze den 29. Platz. Bei den Olympischen Winterspielen 2002 in Salt Lake City wurde er im Teamwettbewerb gemeinsam mit Jan Rune Grave, Sverre Rotevatn und Kristian Hammer Fünfter.
Sein letztes internationales Rennen bestritt Lars Andreas Østvik am 14. Dezember 2003 in Lillehammer.

## Erfolge

### Olympische Winterspiele
- Salt Lake City 2002: 5. Team (K 90/4 × 5 km)

### Nordische Skiweltmeisterschaften
- Lahti 2001: 29. Gundersen (K 90/15 km)

### Weltcup-Platzierungen
| Saison  | Platz | Punkte |
| ------- | ----- | ------ |
| 1998/99 | 28.   | 347    |
| 1999/00 | 18.   | 536    |
| 2000/01 | 21.   | 396    |
| 2001/02 | 45.   | 267    |
| 2002/03 | 27.   | 139    |

### B-Weltcup-Siege im Einzel
| Nr. | Datum           | Ort         | Disziplin   |
| --- | --------------- | ----------- | ----------- |
| 1.  | 7. Januar 1998  | Klingenthal | Sprint      |
| 2.  | 15. Januar 1999 | Chamonix    | Gundersen   |
| 3.  | 12. Januar 2003 | Zakopane    | Gundersen   |
| 4.  | 15. Januar 2003 | Harrachov   | Massenstart |

### B-Weltcup-Platzierungen
| Saison  | Platz | Punkte |
| ------- | ----- | ------ |
| 1997/98 | 01.   | 210    |
| 2003/04 | 65.   | 033    |